# حكومة حسين الخالدي
حكومة حسين الخالدي هي الحكومة الثامنة والثلاثون من حكومات المملكة الأردنية الهاشمية. شكّل حسين الخالدي الحكومة في 15 أبريل 1957م، بتكليف من ملك الأردن الحسين بن طلال. وقد حلّت الحكومة في 24 أبريل 1957.

## الحكومة
| التسلسل | الاسم                          | المهام الوزارية                                  |
| ------- | ------------------------------ | ------------------------------------------------ |
| 1       | دولة الدكتور حسين فخري الخالدي | رئيسا للوزراء ووزيرا للدفاع                      |
| 2       | دولة السيد سعيد المفتي         | نائبا لرئيس الوزراء ووزيرا للداخلية والزراعة     |
| 3       | السيد ماجد عبدالهادي           | وزيرا العدلية                                    |
| 4       | الدكتور امين مجج               | وزيرا الصحة والشؤون الاجتماعية والانشاء والتعمير |
| 5       | دولة السيد سليمان النابلسي     | وزيرا الخارجية والمواصلات                        |
| 6       | دولة الدكتور فوزي الملقي       | وزيرا التربية والتعليم والاشغال العامة           |
| 7       | السيد سليمان السكر             | وزيرا المالية والاقتصاد الوطني                   |

## وصلات خارجية
- موقع رئاسة الوزراء